# Edelmiro Lorenzo
Edelmiro Lorenzo Codesido, más conocido como Edelmiro (nacido el 20 de julio de 1910 en Pontevedra, España) fue un futbolista español nacionalizado cubano que jugó como delantero central en los años 1930. Edelmiro llegó al RCD Español en un momento crítico, ya que el club había vendido la columna vertebral del equipo campeón de la copa del año 1929. A pesar de la juventud del equipo, lograron buenos resultados y ganaron el campeonato de Cataluña de fútbol en 1933. En esa misma temporada, el equipo blanquiazul logró su mejor clasificación de la historia en la Liga, consiguiendo su tercer puesto, hecho que posteriormente se pudo igualar, pero jamás lo pudieron superar.
Edelmiro estuvo en el club 6 temporadas, en donde logró una buena cifra de 42 goles en 102 partidos de la Liga. Además de jugar en varios clubes de su país, jugó en Cuba en donde se le otorgó la doble nacionalidad hispano-cubana.
En 1939 logró el subcampeonato de Copa de España con el Racing Club de Ferrol, jugando la final ante el Sevilla F. C. en Barcelona.

## Clubes
| Club                  | País   | Año       |
| --------------------- | ------ | --------- |
| Eiriña                | España | 1923-1925 |
| Iberia de La Habana   | Cuba   | 1925-1930 |
| RCD Español           | España | 1930-1936 |
| Racing Club de Ferrol | España | 1939      |
| Pontevedra            | España | 1943-1947 |

- Datos: Q4449395